# ژان-باتیست ژک اوگوستن
ژان-باتیست ژک اوگوستن (به فرانسوی: Jean-Baptiste Jacques Augustin) (۱۵ اوت ۱۷۵۹ – ۱۳ آوریل ۱۸۳۲) نقاش مینیاتور فرانسوی بود.

## زندگی‌نامه
ژان-باتیست ژک اوگوستن درسن-دیه-ده-ووژ متولد شد و در پاریس درگذشت. او از ژان باپتیست کلودو و ژان ژیرارده در نانسی درس‌هایی آموخت. پس از چند ماه اقامت در دیژون در سال ۱۷۸۱، در همان سال وارد پاریس شد که خیلی زود شهرت کسب کرد. وی طی مدت زمان انقلاب فرانسه به برست (۱۷۸۹) و به سن-دیه-ده-ووژ (۱۷۹۱) سفر کرد.
در سال ۱۸۰۰ با شاگرد خود پولین دوکروئه که ۲۲ سال از وی جوان تر بود، ازدواج کرد. او برای ناپلئون و همراهانش کار کرد و در سال ۱۸۰۶ با توجه به مهارت‌های خود مدال طلا گرفت. در سال ۱۸۱۴ لوئی هجدهم وی را به عنوان نقاش معمولی کابینه شاه، بعداً نقاش امور خارجی، و در سال ۱۸۱۹ نقاش مینیاتوری اتاق و کابینه شاه منصوب کرد. در سال ۱۸۲۱ لژیون دونور به وی اهدا شد. وی در سال ۱۸۳۲ بر اثر وبا درگذشت و در قبرستان پرلاشز به خاک سپرده شد. اوگوستن معروف‌ترین معلم نقاشی مینیاتور در زمان خود بود. او در زمان حیاتش به بیش از ۴۰۰ شاگرد آموزش نقاشی داد.

## برخی از افراد مشهور نقاشی شده توسط اوگوستن
- ناپلئون اول و خانواده اش
- لوئی هجدهم، پادشاه فرانسه

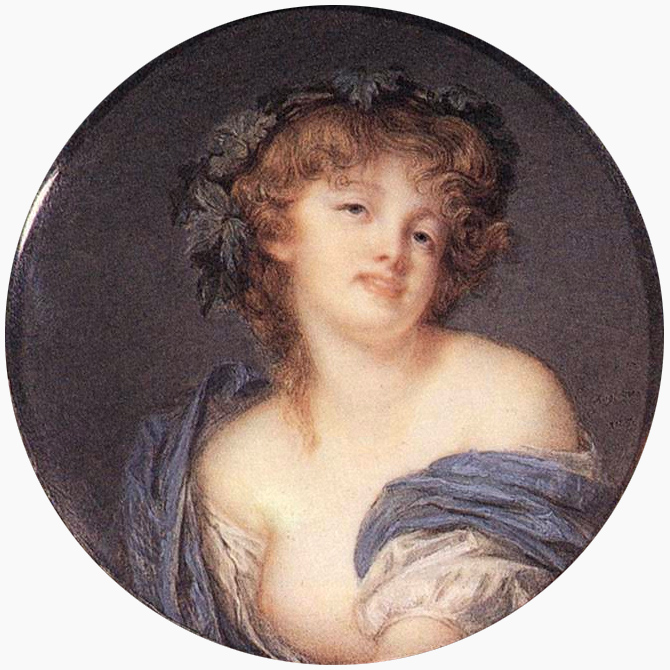
بکانت (مینیاتور عاج ۱۷۹۹)

- لوئی فیلیپ از اورلئان، دوک اورلئان (۱۷۷۳–۱۸۵۰)
- مادام رکامیه (۱۷۷۷–۱۸۴۹)
- شارل آنتوان کالامارد پاریس، لوور (۱۷۷۶–۱۸۲۱)
- آن ژوزف تروان دو مریکورت (۱۷۶۲–۱۸۱۷)، از افراد انقلاب فرانسه

## هم چنین ببینید
- چهره‌نگاری مینیاتور